# Cantando no Banheiro
Cantando no Banheiro é o segundo álbum de estúdio do cantor e compositor brasileiro Eduardo Dussek. O álbum traz os sucessos "Rock da Cachorra", "Cabelos Negros", "Barrados No Baile" e "Luzes Na Estrada".
O disco tem as participações de João Penca e Seus Miquinhos Amestrados (que originalmente seriam coartistas no álbum, que acabou creditado apenas a Eduardo) e Rique Pantoja.

## Faixas
| N.º | Título                                 | Compositor(es)                          | Duração |  |
| 1.  | "Cantando No Banheiro"                 | Eduardo Dussek                          | 2:40    |  |
| 2.  | "Não Minta Vovó"                       | Luiz Carlos Góes / Eduardo Dussek       | 3:17    |  |
| 3.  | "Barrados no Baile"                    | Luiz Carlos Góes / Eduardo Dussek       | 4:46    |  |
| 4.  | "O Problema do Nordeste (Caatingatur)" | Luiz Carlos Góes / Eduardo Dussek       | 3:54    |  |
| 5.  | "Rock da Cachorra"                     | Leo Jaime                               | 3:19    |  |
| 6.  | "Cabelos Negros"                       | Luiz Antônio de Cássio / Eduardo Dussek | 4:02    |  |
| 7.  | "Me Dá Copacabana"                     | Eduardo Dussek                          | 2:51    |  |
| 8.  | "Enfant Terrible"                      | Leo Jaime / Tavinho Paes                | 3:49    |  |
| 9.  | "Quero Te Beber No Gargalo"            | Luiz Carlos Góes / Eduardo Dussek       | 2:31    |  |
| 10. | "Luzes na Estrada"                     | Luiz Antônio de Cássio / Eduardo Dussek | 5:17    |  |

## Ficha técnica
- Produção: Ricardo Cantaluppi
- Direção Artística: João Augusto
- Técnicos de Gravação: Julinho, Ary Carvalhaes, Luis Claudio Coutinho, João Moreira e Jairo Gualberto
- Auxiliares de Estúdio: Charles Manoel, Márcio e Marcos
- Arregimentação: Clóvis Mello
- Mixagem: Ary Carvalhaes e Jairo Gualberto
- Direção: Eduardo Dusek
- Gravado originalmente no ano de 1982
- Capa de Jorge Viana e Eduardo Dusek
- Fotografias de Josemar Ribeiro
- Eduardo Dussek: piano, teclados e voz
- Rique Pantoja (músico convidado): Oberhein
- João Penca e Seus Miquinhos Amestrados: convidados especias
- Piska e banda: convidados especiais